# Sabya
Koordinaten: 17° 9′ N, 42° 38′ O
Sabya (arabisch صبياء, DMG Ṣabyāʾ) ist eine Stadt in Saudi-Arabien. Sie liegt im Südwesten der Arabischen Halbinsel, etwa 20 km von der Küste des Roten Meeres und etwa 70 km von der Grenze zum Jemen. Sabia gehört zur Provinz Dschāzān und hat 52.441 Einwohner (2004).

## Geschichte
Sabya war der Hauptort des Emirats der Idrisiden von Asir, das während des Italienisch-Osmanischen Krieges mit Unterstützung Italiens die faktische Unabhängigkeit erringen konnte.  Nach kriegerischen Auseinandersetzungen zwischen Saudi-Arabien und dem Jemen kam Asir im Abkommen von Taif (1934) endgültig an Saudi-Arabien.